# Парцане
Парцане је насеље у Србији у општини Варварин у Расинском округу. Према попису из 2022. било је 335 становника (према попису из 1991. било је 635 становника).

## Историја
До Другог српског устанка Парцане (тада Парцани) се налазило у саставу Османског царства. Након Другог српског устанка Парцане улази у састав Кнежевине Србије и административно је припадало Јагодинској нахији и Темнићској кнежини све до 1834. године када је Србија подељена на сердарства.

### Порекло становништва
Село је засновано крајем XVIII века, старо је село расељено.
Према пореклу ондашње становништво Парцана из 1905. године, може се овако распоредити:
- Из Жупе има 3 породице са 42 куће.
- Из околине има 3 породице са 24 куће.
- Непознате старине има 1 породица са 8 куће.
- Црногорских досељеника има 1 породица са 4 куће. (подаци датирају из 1905. године)[2]

## Демографија
У насељу Парцане живи 446 пунолетних становника, а просечна старост становништва износи 44,6 година (44,4 код мушкараца и 44,9 код жена). У насељу има 144 домаћинства, а просечан број чланова по домаћинству је 3,76.
Ово насеље је великим делом насељено Србима (према попису из 2002. године), а у последња три пописа, примећен је пад у броју становника.
|  |

| Демографија | Демографија | Демографија |
| Година      | Становника  | Становника  |
| ----------- | ----------- | ----------- |
| 1948.       | 768         |             |
| 1953.       | 812         |             |
| 1961.       | 772         |             |
| 1971.       | 715         |             |
| 1981.       | 669         |             |
| 1991.       | 635         | 610         |
| 2002.       | 542         | 572         |

| Етнички састав према попису из 2002.‍ | Етнички састав према попису из 2002.‍ | Етнички састав према попису из 2002.‍ | Етнички састав према попису из 2002.‍ | Етнички састав према попису из 2002.‍ |
| ------------------------------------ | ------------------------------------ | ------------------------------------ | ------------------------------------ | ------------------------------------ |
|                                      |                                      |                                      |                                      |                                      |
| Срби                                 | Срби                                 |                                      | 534                                  | 98,52%                               |
| Црногорци                            | Црногорци                            |                                      | 5                                    | 0,92%                                |
| Украјинци                            | Украјинци                            |                                      | 1                                    | 0,18%                                |
| непознато                            | непознато                            |                                      | 2                                    | 0,36%                                |

| Парцане у пописима Јагодинске нахије — од 1818. до 1829.                          |       |       |       |       |       |       |          |       |       |       |       |       |
| Година пописа                                                                     | 1818. | 1819. | 1820. | 1821. | 1822. | 1823. | 1824/25. | 1825. | 1826. | 1827. | 1828. | 1829. |
| Куће                                                                              | 15    | 16    | 16    | 17    | 17    | 18    | 18       | 19    | 21    | 22    | 22    | 20    |
| Пореске главе*                                                                    | -     | 19    | 17    | 21    | 21    | 20    | 19       | 22    | 22    | 22    | 23    | 19    |
| Арачке главе**                                                                    | 38    | 38    | 38    | 39    | 38    | 35    | 38       | 46    | 45    | 45    | 46    | 51    |
| *Пореске главе = Ожењени мушкарци \| ** Арачке главе = Мушкарци од 7 до 70 година |       |       |       |       |       |       |          |       |       |       |       |       |

| Година пописа     | 1948. | 1953. | 1961. | 1971. | 1981. | 1991. | 2002. |
| ----------------- | ----- | ----- | ----- | ----- | ----- | ----- | ----- |
| Број домаћинстава | 147   | 162   | 158   | 157   | 150   | 148   | 144   |

| Број чланова      | 1  | 2  | 3  | 4  | 5  | 6  | 7 | 8 | 9 | 10 и више | Просек |
| ----------------- | -- | -- | -- | -- | -- | -- | - | - | - | --------- | ------ |
| Број домаћинстава | 20 | 34 | 17 | 18 | 21 | 20 | 9 | 3 | 1 | 1         | 3,76   |

| Пол    | Укупно | Неожењен/Неудата | Ожењен/Удата | Удовац/Удовица | Разведен/Разведена | Непознато |
| ------ | ------ | ---------------- | ------------ | -------------- | ------------------ | --------- |
| Мушки  | 227    | 37               | 164          | 21             | 5                  | 0         |
| Женски | 229    | 22               | 162          | 40             | 2                  | 3         |
| УКУПНО | 456    | 59               | 326          | 61             | 7                  | 3         |

| Пол    | Укупно                    | Пољопривреда, лов и шумарство | Рибарство                            | Вађење руде и камена | Прерађивачка индустрија       |
| ------ | ------------------------- | ----------------------------- | ------------------------------------ | -------------------- | ----------------------------- |
| Мушки  | 136                       | 120                           | 0                                    | 0                    | 5                             |
| Женски | 104                       | 91                            | 0                                    | 0                    | 3                             |
| УКУПНО | 240                       | 211                           | 0                                    | 0                    | 8                             |
| Пол    | Производња и снабдевање   | Грађевинарство                | Трговина                             | Хотели и ресторани   | Саобраћај, складиштење и везе |
| Мушки  | 0                         | 1                             | 1                                    | 0                    | 1                             |
| Женски | 0                         | 0                             | 3                                    | 0                    | 0                             |
| УКУПНО | 0                         | 1                             | 4                                    | 0                    | 1                             |
| Пол    | Финансијско посредовање   | Некретнине                    | Државна управа и одбрана             | Образовање           | Здравствени и социјални рад   |
| Мушки  | 0                         | 0                             | 0                                    | 2                    | 1                             |
| Женски | 0                         | 1                             | 0                                    | 0                    | 0                             |
| УКУПНО | 0                         | 1                             | 0                                    | 2                    | 1                             |
| Пол    | Остале услужне активности | Приватна домаћинства          | Екстериторијалне организације и тела | Непознато            | Непознато                     |
| Мушки  | 1                         | 0                             | 0                                    | 4                    | 4                             |
| Женски | 0                         | 0                             | 0                                    | 6                    | 6                             |
| УКУПНО | 1                         | 0                             | 0                                    | 10                   | 10                            |